# Jacques-François-Marie Vieilh de Boisjolin
Pour les articles homonymes, voir Vieilh de Boisjolin.
Jacques-François-Marie Vieilh de Boisjoslin, né le 29 juillet 1760 à Alençon et mort le 27 mars 1841 à Auteuil, est un poète et administrateur français.

## Biographie
Jacques-François-Marie Vieilh de Boisjoslin avait dix-sept ans lorsqu’il entra dans la carrière des lettres avec une comédie pastorale en trois actes et en vers, pleine de détails gracieux, mais qui ne fut jamais représentée, L'Amitié et l'Amour ermites (Paris, 1778, in-8°). Les recueils du temps s’enrichirent de ses poésies tel que le Poème sur le printemps et quelques publications achevèrent de lui assigner un rang honorable parmi les littérateurs. Attaché à l’éducation du duc de Chartres, la Révolution, pour laquelle il s’enthousiasma, l’empêcha de continuer ses paisibles occupations qu’il ne reprit qu’à de longs intervalles. En 1790, il remplaça La Harpe à son cours au Lycée de Paris. 
Le 1er septembre 1792, il fut nommé chef du deuxième bureau des Affaires Étrangères et, sous le Directoire, passa chef de division au ministère des relations extérieures avant d’être chargé d’un consulat à l’étranger. Il fut ensuite nommé professeur d'histoire à l'École centrale du Panthéon avant de faire partie du Tribunat, durant deux ans, après le coup d'État du 18 brumaire. Il obtint, en 1807, la sous-préfecture de Louviers, qu’il conserva jusqu'en 1837.
Il collabora au Mercure et à la Décade philosophique, dont il fut le directeur après Ginguené.
Vieilh de Boisjoslin a publié dans l’Almanach des Muses et dans le Journal de Paris un grand nombre de pièces de vers, dont plusieurs, telles que le Lever du soleil, les Fleurs, la Pêche, etc. furent remarquées. Sa traduction en vers de la Forêt de Windsor, de Pope (Paris, 1798, in-8°), a été louée par Marie-Joseph Chénier comme un des bons ouvrages de l’époque. On cite encore de lui, outre l’Amitié et l’Amour ermites, la comédie pastorale et l’Amour filial, en un acte et en vers (1778, in-8°) non représentée ; Dissertation sur les Cornes anciennes et modernes, ouvrage philosophique (Paris, 1786, in-8°) ; Chant funèbre en l’honneur des ministres français assassinés à Rastadt (1789) ; Hymne à la souveraineté du peuple (1799) ; Affermissement de la 4e dynastie par la naissance du roi de Rome, ode (Paris, 1811, in-4°).
Il était le père de l’écrivain Claude-Augustin Vieilh de Boisjolin.

## Œuvres
- Correspondance, ou Lettres inédites de Père Feuilleton dit Cafardini, Capucin condigne et concave, Paris, Sabot, 1808

## Pour approfondir